# هيثم عبيدة
هيثم عبيدة (مواليد 1 يونيو 2002) هو لاعب كرة قدم يلعب كجناح أيسر لنادي ملقا الإسباني، ويمكنه أيضًا اللعب كظهير أيمن، ولد في إسبانيا، ويمثل المنتخب المغربي على المستوى الدولي للشباب.

## مهنة النادي
ولد في بولينيا، برشلونة، كاتالونيا لأبوين مغربيين، انضم إلى نادي برشلونة في عام 2012. وفي أغسطس 2017، بعد أن غاب عن الملاعب بسبب حظر الفيفا على برشلونة، انضم إلى نادي مالقا. وفي 6 يناير 2021 ظهر لأول مرة مع فريقه كلاعب بديل في مبارة ضد ريال أوفييدو في كأس ملك إسبانيا.

### إحصائيات النادي
| النادي             | دولة    | النشاط          | المباريات | الأهداف |
| ------------------ | ------- | --------------- | --------- | ------- |
| أتليتيكو مالاغينيو | إسبانيا | 2021 - حتى الآن |           |         |
| نادي مالقا         | إسبانيا | 2021 - حتى الآن | 6         | 0       |

## مهنة دولية
يلعب في صفوف منتخب المغرب تحت 20 سنة.

## روابط خارجية
- هيثم عبيدة على BDFutbol
- هيثم عبيدة  على سكروي